# I Put a Spell on You
«I Put a Spell on You» (literalmente en español: «Te hechicé») es una canción del año 1956 escrita por Screamin' Jay Hawkins, cuya grabación fue seleccionada para pertenecer al selecto grupo de 500 canciones que pertenecerían al Salón de la Fama del Rock and Roll. También obtuvo el lugar número 313 en la lista de las 500 mejores canciones de todos los tiempos de la revista Rolling Stone.

## Screamin' Jay Hawkins
La canción comienza como una balada sobre la pérdida de un amor que termina transformándose en un rock más violento en el que Hawkins reclama la posesión de su mujer.
La intención de Hawkins era convertir "I Put a Spell on You" en una clásica balada blusera, pero el propio autor declaró que el productor convirtió la sesión de grabación en una fiesta donde el alcohol tuvo bastante influencia en la salvaje versión que terminó convirtiéndose en un clásico.
"I Put a Spell on You" se lanzó al mercado en 1956 y se convirtió 
rápidamente en un éxito a pesar del boicot de muchas emisoras de radio y tiendas de discos.

## Versiones
Las teatrales puestas en escena que Hawkins hizo de la canción en vivo tuvieron gran influencia sobre posteriores grupos de rock y hard rock, como Alice Cooper, Ted Nugent, Black Sabbath, o Marilyn Manson.
"I Put a Spell on You" ha sido versionada en gran número de ocasiones, siendo las más conocidas las de Nina Simone (una versión especialmente emotiva), Creedence Clearwater Revival (quienes la interpretaron en directo en el festival de Woodstock), Bonnie Tyler (para su duodécimo álbum de estudio All in One Voice en 1998) The Animals, Buddy Guy, Them, Joe Cocker, Bryan Ferry, Van Morrison, Diamanda Galás, Arthur Brown, Nick Cave, Tab Benoit, Gov't Mule, Tim Curry y Marilyn Manson. Así como por el inigualable Chester Arthur Burnett (Howlin' Wolf). Destaca también la versión de Jeff Beck en su disco Emotion & Commotion con la colaboración de Joss Stone.
También ha sido sampleada y usada en temas rap o hip hop por artistas como Notorious B.I.G. (“Kick In The Door”) o LL Cool J (“LL Cool J”).
El Grupo The Kills logró una versión más roquera y similar a la original.
En el cine, la propia Bette Midler hizo una versión metida en el personaje de bruja de Salem en la película de Disney Hocus Pocus.
La versión original de Screamin' Jay integra la banda sonora de la película Stranger Than Paradise (1984) de Jim Jarmusch.
Las versiones más recientes incluyen la versión discotequera de mano de Sonique con aires de fiesta drag queen.
El grupo pop She & Him también realizó una versión.
Otra versión es la de Mica Paris con Bill Wyman (Rolling Stones) en bajo, David Gilmour (Pink Floyd) en guitarra, Jools Holland en el piano y Gilson Lavis en la batería. Esta se destaca por el acompañamiento de la guitarra de Gilmour, así como por la sensualidad y sugestividad aportadas por la voz de Mica Paris.
En 1968 Alan Price hizo una versión en vivo, con un muy buen solo de teclado.

En 2010 Shane MacGowan, líder de The Pogues, reunió a Nick Cave, Bobby Gillespie, Glen Matlock, Chrissie Hynde, Paloma Faith, Eliza Doolittle, James Walbourne, Mick Jones y Johnny Depp para grabar una versión que se pondría a la venta en formato digital a beneficio de las víctimas del Terremoto de Haití de 2010. La versión se publicó el 7 de marzo y los fondos recaudados por la organización irlandesa Concern Worldwide.
La cantante Annie Lennox lanzó su versión en el año 2014, para su disco de versiones "Nostalgia", y para el 2015, se integró a la banda sonora de la película Cincuenta Sombras de Grey, siendo una de las más populares de la banda sonora.[cita requerida]